# كلية اللغات (جامعة بغداد)
تعد كلية اللغات في جامعة بغداد من أهم الكليات في الجامعات العراقية لكونها الوحيدة في العراق التي تُدرس مختلف اللغات الأجنبية.
تأسست أولا معهد اللغات العالي عام 1958م. وفي العام الدراسي 1963/1964 تقرر تحويل المعهد إلى «كلية اللغات» واستمرت بنجاح حتى السبعينات من القرن العشرين حين تم دمجها مع كلية الآداب في جامعة بغداد حيث تشكلت من فرع اللغات الأوربية وفرع اللغات الشرقية. وفي العام 1987 تم فصلها عن كلية الآداب لتصبح كلية مستقلة قائمة بحد ذاتها. وكانت في بداية تأسيسها تتكون من ثمانية أقسام علمية هي قسم اللغة الإنجليزية وقسم اللغة الفرنسية وقسم اللغة الألمانية وقسم اللغة الروسية وقسم اللغة الأسبانية وقسم اللغة العبرية وقسم اللغة الفارسية وقسم اللغة التركية، ثم أضيف إليها لاحقاً قسم اللغة الكردية وقسم اللغة الإيطالية وقسم اللغة السريانية.
يحصل المتخرج فيها على شهادة البكالوريوس في اللغة التي درسها هناك. وعادة ماتكون اللغة المدروسة مصحوبة باللغة العربية لمدة سنتين لكل اللغات واللغة الإنجليزية في أول سنتين دراسيتين بالنسبة للأقسام اللغات الشرقية، أما أقسام اللغات الأوربية تدرس اللغة الإنجليزية لأربع سنوات. عدا قسم اللغة الإنجليزية يُدرس معه اللغة الفرنسية أو اللغة الأسبانية.
أول عميد لكلية اللغات كان باقر عبد الغني البلداوي, ومن بين عمداء الكلية شغل المنصب أربعة بتخصص اللغة العبرية وهم أ.د. مخلف الدليمي وأ.د. عادل هامل الجادر وأ.د. خالد إسماعيل علي وأ.د. طالب عبد الجبار القريشي وثلاثة بتخصص اللغة الإنجليزية هم أ.د.عدنان الجبوري وأ.د. عبد الواحد محمد مسلط وعميدها الحالي منذ عام 2012 أ.د. سوسن فيصل السامر واختصاصها اللغة الإنجليزية.
بدأت كلية اللغات منذ منتصف التسعينات بمنح شهادة الماجستير في اللغات الثمانية. وللكلية الكثير من الاتفاقيات العلمية والثقافية مع العديد من جامعات الدول الأخرى، افتتحت الدراسات المسائية للكلية في العام 1994 حتى عام 2003 علقت الدراسات المسائية وبعدها أعيد افتتاحها في العام 2009. عميدها الحالي الدكتور علي عدنان مشوش الكعبي، تسلم منصب عميد كلية اللغات منذ عام 2022 و ما زال هو العميد الى الآن عام 2025. تنوي كلية اللغات في جامعة بغداد افتتاح قسم اللغة الصينية كلغة جديد في الكلية، و قد استقبلت الكلية في يونيو من عام 2025 وفداً صينياً رفيع المستوى حيث أكدت كلية اللغات دعم السفارة الصينية للأخيرة لأنشاء قسم اللغة الصينية.

## اللغات التي تُدرس في كلية اللغات - جامعة بغداد
- اللغة الإنجليزية.
- اللغة الفرنسية.
- اللغة الألمانية.
- اللغة الأسبانية.
- اللغة الروسية.
- اللغة الإيطالية.
- اللغة العبرية.
- اللغة التركية.
- اللغة الفارسية.
- اللغة الكردية.
- اللغة السريانية.

## الموقع الجغرافي لكلية اللغات
تقع كلية اللغات في جانب الرصافة من العاصمة بغداد في مجمع باب المعظم، التابع لجامعة بغداد، الذي يشتمل أيضا على كليات التربية (ابن رشد) والآداب والعلوم الإسلامية والصيدلة والتمريض، إضافة إلى متحف التاريخ الطبيعي الذي يقع تماما قبالة كلية اللغات.